# Leichtathletik-Weltmeisterschaften 2013/Teilnehmer (Australien)
| Goldmedaillen | Silbermedaillen | Bronzemedaillen |
| ------------- | --------------- | --------------- |
| —             | 2               | 1               |

Der Leichtathletikverband Australiens entsandte ein Aufgebot von 19 Teilnehmerinnen und 28 Teilnehmern zu den Leichtathletik-Weltmeisterschaften 2013 in der russischen Hauptstadt Moskau.

## Medaillen
Mit zwei gewonnenen Silber- und einer Bronzemedaille belegte das australische Team Platz 20 im Medaillenspiegel.

### Medaillengewinner

#### Silber
- Sally Pearson, 100 m Hürden
- Kimberley Mickle, Speerwurf

#### Bronze
- Jared Tallent, 50 km Gehen

## Liste der Teilnehmer

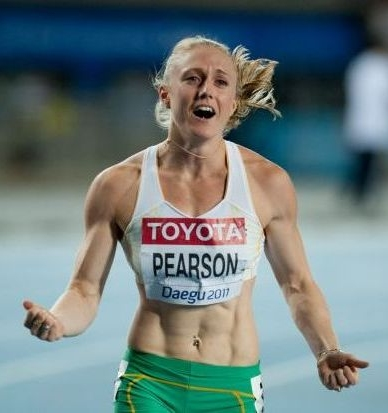
Sally Pearson, Silber: 100 m Hürden

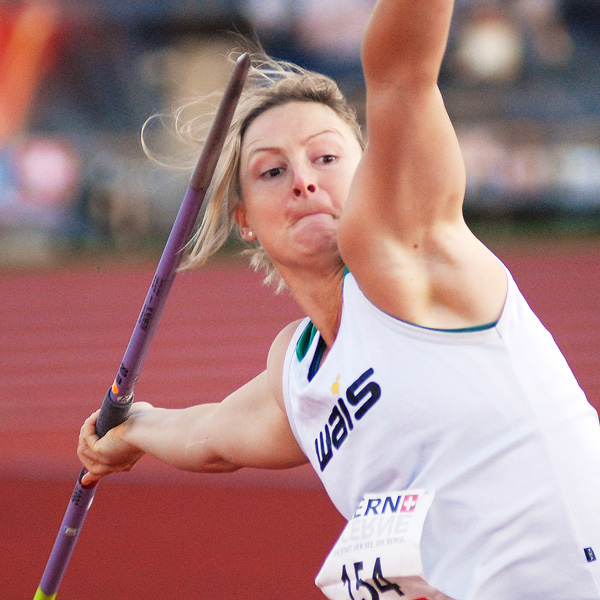
Kimberley Mickle, Silber: Speerwurf

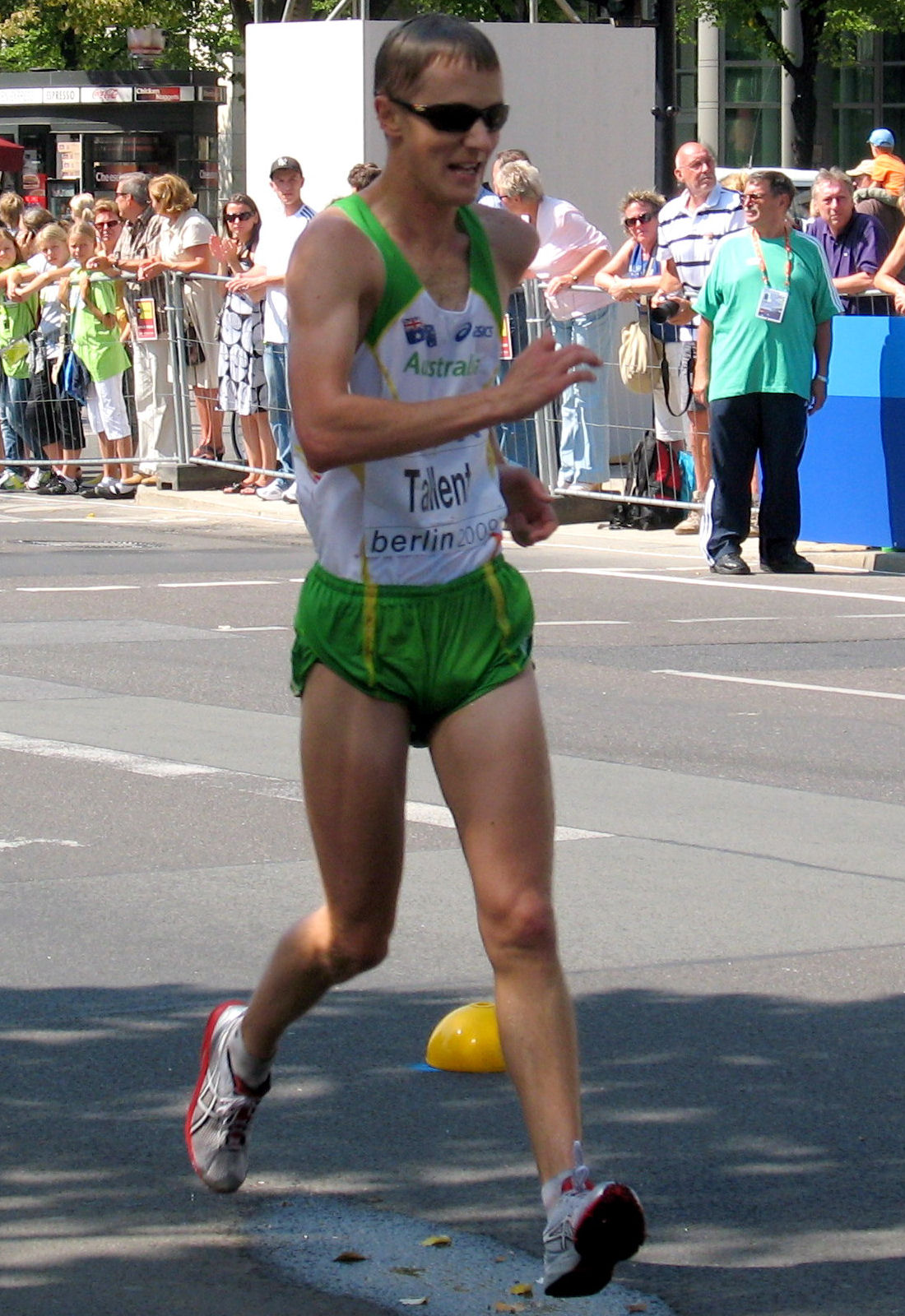
Jared Tallent, Bronze: 50 km Gehen

| Disziplin        | Australien                                                                                                | Australien                                                     |
| Disziplin        | Männer | Frauen                                                         |
| ---------------- | --- | -------------------------------------------------------------- |
| 100 m            | — | Melissa Breen                                                  |
| 200 m            | Joshua Ross                                                                                               | Melissa Breen                                                  |
| 400 m            | — | Caitlin Sargent                                                |
| 800 m            | Alexander Rowe                                                                                            | Kelly Hetherington                                             |
| 1500 m           | — | Zoe Buckman, 7. Platz, 4:05,77 min                             |
| 5000 m           | Brett Robinson Ben St. Lawrence                                                                           | Jackie Areson                                                  |
| 10.000 m         | Collis Birmingham Ben St. Lawrence                                                                        | Lara Tamsett                                                   |
| Marathon         | Martin Dent Shawn Forrest                                                                                 | Nicole Chapple Jane Fardell Lauren Shelley Jessica Trengove    |
| 100 m Hürden     | — | Sally Pearson , 12,50 s                                        |
| 110 m Hürden     | — | —                                                              |
| 400 m Hürden     | Tristan Thomas                                                                                            | Lauren Boden                                                   |
| 3000 m Hindernis | — | —                                                              |
| 20 km Gehen      | Dane Bird-Smith Rhydian Cowley                                                                            | Tanya Holliday Regan Lamble Jess Rothwell Rachel Tallent       |
| 50 km Gehen      | Chris Erickson Ian Rayson Jared Tallent , 3:40:03 h                                                       | —                                                              |
| 4 × 100 m        | Jarrod Geddes Nicholas Hough Tim Leathart Andrew McCabe Isaac Ntiamoah Joshua Ross                        | —                                                              |
| 4 × 400 m        | Steven Solomon Alexander Beck Craig Burns Tristan Thomas 8. Platz, 3:02,26 min Ben Offereins Joshua Ralph | —                                                              |
| Stabhochsprung   | — | —                                                              |
| Hochsprung       | Brandon Starc                                                                                             | —                                                              |
| Weitsprung       | Fabrice Lapierre                                                                                          | —                                                              |
| Dreisprung       | — | —                                                              |
| Kugelstoßen      | — | —                                                              |
| Diskuswurf       | Benn Harradine Julian Wruck                                                                               | Dani Samuels                                                   |
| Hammerwurf       | — | —                                                              |
| Speerwurf        | Hamish Peacock                                                                                            | Kimberley Mickle , 66,25 m Kathryn Mitchell, 5. Platz, 63,77 m |
| Siebenkampf      | — | —                                                              |
| Zehnkampf        | — | —                                                              |